# Hohenlohe-Gymnasium Öhringen
Das Hohenlohe-Gymnasium Öhringen (kurz: HGÖ) ist das allgemeinbildende Gymnasium der Großen Kreisstadt Öhringen mit einem naturwissenschaftlichen und einem sprachlichen Profil. Es wurde um 1545 gegründet.
2020 unterrichten rund 90 Lehrkräfte etwa 1.250 Schüler. Damit ist die Schule eine der größten im Bereich des Regierungspräsidiums Stuttgart.

## Geschichte
Das Hohenlohe-Gymnasium ging aus der 1234 erstmals erwähnten Schule des Öhringer Chorherrenstifts hervor, in der Chorherren junge Geistliche unterwiesen. Später war es dem Rector scholarum vermutlich auch erlaubt, Bürgersöhne zu unterrichten. In der Reformationszeit um 1545 gründeten die Grafen zu Hohenlohe dann die Lateinschule beziehungsweise das hohenlohesche Landesgymnasium; im Jahr 1996 gedachte man in einer 450-Jahr-Feier des Ereignisses.
Aus dem Jahr 1549 ist eine „Ordnung, wie es in der Schuell zu Öringen gehalten möchte werden“ überliefert. Sie verfügt unter anderem, dass am Freitag Luthers Kleiner Katechismus in lateinischer Sprache gelehrt werden soll, in den unteren Klassen der deutsche Katechismus von Johannes Brenz. Die Schule hatte anfangs drei Klassen, ab 1558 vier und ab 1571 fünf. Das Schulhaus stand damals an der Stelle des heutigen Schlosses. Nach einer Verordnung aus dem Jahr 1581 wurden in die Klassenräume Wände eingezogen, so dass jeder Lehrer in eigenem Klassenraum unterrichten konnte. Die Lateinschule hatte zu diesem Zeitpunkt etwa 75 Schüler.
Die Schulordnung von 1546 hatte lange Bestand, erst 1782 drang der Rektor auf eine neue. 1612 zog die Schule in das ehemalige Stiftsgebäude um, da am alten Ort das Öhringer Schloss errichtet worden war.
Bis heute trägt das Gymnasium in seinem Namen den des Adelsgeschlechts der Hohenlohe und damit zugleich den Namen der von diesem Geschlecht geprägten Region. Nachdem Hohenlohe am Anfang des 19. Jahrhunderts an das Königreich Württemberg gefallen war, verlor die Öhringer Schule ihre gymnasiale Oberstufe. Eine königlich-württembergische Verfügung vom 15. Juli 1811 bestimmte, dass die Gymnasien in Landstädten aufzuheben und in bloße Lateinschulen umzuwandeln seien. 1847 erhielt die Schule die amtliche Bezeichnung Lyzeum. Schon 1873 wurde die sogenannte Einheitliche Reifeprüfung, zu der die Absolventen des Lyzeums zugelassen waren, wieder abgeschafft. Der Weg zur Reifeprüfung war nun für die Schüler nur noch über ein Vollgymnasium möglich. Mit der Einführung der aus Preußen stammenden Einjährigenprüfung wurde der Schulbetrieb auf sechs Jahrgänge beschränkt, die Schule hieß ab 1903 Progymnasium. Nach der Auflösung der privaten Höheren Töchterschule wurden Stimmen laut, dass man dem Progymnasium Realabteilungen angliedern sollte. Dies geschah, ab 1928 nannte sich die Schule darum Progymnasium und Realschule; sie führte zur mittleren Reife humanistischer und realistischer Bildung.
Im Jahr 1956 beschloss der Öhringer Gemeinderat, das Progymnasium zur Vollanstalt aufzustocken, was das Kultusministerium genehmigte. Im Jahr 1959 ging der erste Jahrgang in die Prüfung fürs Abitur. Nun nannte sich die Schule Hohenlohe-Gymnasium Öhringen.

## Einzugsbereich
Der Einzugsbereich erstreckt sich weit über die Stadtgrenzen auf den gesamten Hohenlohekreis, sogar Schüler aus Nachbarkreisen besuchen die Schule; im Kreis gibt es nur ein weiteres allgemeinbildendes Gymnasium in Künzelsau.

## Sprachenfolge
Neunjähriges Gymnasium (G9):
- Klasse 5: Englisch (erste Fremdsprache)
- Klasse 7: Französisch oder Latein (zweite Fremdsprache)
- Klasse 9 für Schüler des sprachlichen Profils: Französisch oder Spanisch (dritte Fremdsprache)

## Schüleraustausch
Das Gymnasium unterhält freundschaftliche Beziehungen zum Gymnasium der Stadt Großenhain in Sachsen, mit der Öhringen eine Städtefreundschaft vereinbart hat, zum Collège LE DEVOIR in Chalon-sur-Saône und zum Lycée Colbert in Reims (beide Frankreich), zur Escuela Anoia in Igualada bei Barcelona (Spanien) sowie zu Schulen in China und Indien.

## Kooperationen
Die Schule kooperiert mit der Jugendarbeit der Stadt Öhringen, der Jugendmusikschule der Stadt Öhringen, der Stadtbücherei Öhringen und einer privaten Tanzschule.

## Gebäude
Vermutlich schon seit der Gründung der Schule um 1545 war das Gymnasium im Öhringer Stift untergebracht. Erst durch die große Raumnot aufgrund der wachsenden Schülerzahlen nach dem Zweiten Weltkrieg wurde die Schule an einen anderen Ort verlegt. Am 20. April 1956 konnte das neue Schulhaus mit Aula in der Weygangstraße eingeweiht werden, in das damals rund 400 Schülerinnen und Schüler einzogen. Aufgrund des starken Wachstums der Schülerzahlen musste ein weiteres Gebäude gebaut werden, das am 19. Mai 1973 eingeweiht wurde. Dadurch konnte der Raumbedarf für 34 Klassen mit 1.013 Schülern gerade gedeckt werden. 1998 wurde ein weiterer Erweiterungsbau eingeweiht, welcher größtenteils die Fachräume für Biologie beherbergt. 2002 wurde die alte Aula durch eine neue ersetzt. Für den Sportunterricht steht eine eigene Turnhalle im Untergeschoss des C-Baus zur Verfügung, sowie weitere Turnhallen der Stadt (Alte Turnhalle, Hohenlohe-Halle, Römerbadhalle) und das Öhringer Stadion für die Leibesertüchtigung im Sommer.

## Besonderheiten
- Seit Juni 2005 gibt es an der Schule einen Schulsanitätsdienst, an dem sich etwa 20 Schüler beteiligen.
- Durch speziell ausgebildete Lehrkräfte werden „Stups“-Kurse für die Schüler der Orientierungsstufe  angeboten. Stups steht für Selbstbehauptungstraining und ist ein Programm zur Prävention von Gewalt und Missbrauch an Kindern, gegen Suchtgefährdung und für die Stärkung ihrer Persönlichkeit.
- Am Gymnasium gibt es Streitschlichter-Teams, die sich aus den Reihen der Schüler rekrutieren.
- Aus der Theater-AG des Hohenlohe-Gymnasiums entstand der Theaterverein TheatÖhr e. V.
- Zusätzlich hat sich 2013 aus der Musical-AG des Gymnasiums der Musicalverein Musicalforum Hohenlohe e. V. gegründet
- Die Videowerkstatt Öhringen, am Hohenlohe-Gymnasium auch bekannt als „Video-AG“, ist für ihre Arbeit wiederholt ausgezeichnet worden. Für einen Beitrag über Gaming erhielt sie als beste Reportage einen Sonderpreis des Schülermedienpreises Baden-Württemberg 2023.[4] Für den im Sommer 2016 produzierten Kurzfilm „Bist du stolz auf dich?“ gewann sie den 3. Platz des Schülermedienpreises Baden-Württemberg 2017.[5]

## Förderverein
Der 1987 gegründete Verein Freunde des Hohenlohe-Gymnasiums e. V. mit etwa 500 Mitgliedern ist Förderverein für die Schule und möchte dazu beitragen, das Schulleben zu bereichern und den Kontakt zu den ehemaligen Schülern zu stärken.

## Bekannte ehemalige Schüler
- Heinrich Friedrich Otto (1692–1730), Jurist und Historiker
- Friedrich von Alberti (1795–1878), Geologe
- Hermann Bauer (1814–1872), Pfarrer und Heimatforscher
- Christian Ernst Hanßelmann (1699–1776), Archäologe
- Annette Haug (* 1977), Archäologin
- Leonhard Kern (1588–1662), Bildhauer
- Friedrich Wilhelm Nagel (1940–2024), Agrarwissenschaftler
- Alexander Schonath (* 1951), Politiker
- Karl Julius Weber (1767–1832), Schriftsteller und Satiriker
- Karl Weller (1866–1943), Historiker
- Indra Waldbüßer (* 1980), Boulespielerin
- Patrick Wegener (* 1994), Oberbürgermeister von Öhringen
- Claudia Wieland (* 1984), Kunstradfahrerin